# Zola phanoides
Zola phanoides là một loài bướm đêm trong họ Geometridae.